# Anadia Futebol Clube
Maillots
L'Anadia Futebol Clube est un club de football portugais basé à Anadia. Pour la saison 2024-2025, le club évolue en Liga 3, la troisième division nationale.

## Histoire
Fondé en 1926, l'Anadia FC participe de nombreuses années durant les années 1940 en deuxième division. Loin de s'imposer dans les championnats régionaux par rapport à ses principaux adversaires, le club réussit néanmoins à disputer six saisons en deuxième division jusqu'en 1950-51. La saison 1951-52, le club devient relégable et évolue en troisième division nationale, laquelle la saison suivante, il est une nouvelle fois reléguée.
Depuis, le club évolue de nombreuses saisons en régional, avant de couler petit à petit en deuxième division du district. Le club refait quelques apparitions dans l'élite du football régional, mais tarde vraiment à refaire son retour au point de vue national. En obtenant son accession en troisième division nationale, durant la saison 1969-70, le club s'installe très rapidement dans ce championnat sans en arriver à la relégation. Longtemps posé dans la première moitié de tableau en troisième division, l'Anadia FC connait ses plus belles années durant les années 1980.
Terminant troisième durant la saison 1980-81 de sa série, le club réussit à finir premier et obtient sa première participation en deuxième division (qu'il n'avait plus disputé depuis les années 1940). Le club réussit à se maintenir la première saison, mais ne peut éviter une descente durant la saison 1982-83 ou elle obtient la quinzième place du championnat. Depuis, le club figure un bon moment en troisième division, en étant l'un des clubs majeurs à rester toujours dans la première moitié de tableau, sans parvenir à la promotion. Durant la saison 1989-90, c'est chose faite, le club finit premier de sa poule. À la suite de la création d'une nouvelle ligue professionnelle (D2), le club évolue la saison 1990-91 en troisième division (prenant ainsi l'ancienne identité de la deuxième division), ou le club ne parvient à éviter la relégation.
Le club y remonte très vite, en remontant durant la saison 1991-92, mais le club ne peut éviter la relégation la saison suivante en troisième division. Depuis, le club reste pendant longtemps dans la quatrième division, sans descendre sans monter, et attendra quinze ans pour obtenir sa promotion dans la division supérieure qu'il obtient à la saison 2006-07. La saison 2007-08 en troisième division est un échec, et le club redescend une nouvelle fois. Deux saisons se suivent, et le club parvient à nouveau à retrouver la troisième division, ou depuis il est installé depuis à ce-jour trois saisons.

## Joueurs emblématiques
| - Édson Nobre - Manuel Machado - João Tomás - Toni |

## Palmarès
| Compétitions nationales                                                            | Compétitions régionales                                               |
| ---------------------------------------------------------------------------------- | --------------------------------------------------------------------- |
| - Championnat du Portugal D4 (2) - Champion : 2006-07 (série C), 2009-10 (série C) | - Championnat de 1re division de l'AF Aveiro (1) - Champion : 1969-70 |